# Tomáš Hubočan
Tomáš Hubočan (Žilina, 17 de setembre de 1985) és un futbolista eslovac. Juga de defensa i el seu equip actual és el Dinamo Moscou de Rússia.

## Biografia
Va néixer a Žilina, Eslovàquia (antiga República Socialista de Txecoslovàquia). Juga de defensa central.
Va començar la seva carrera futbolística en les categories inferiors d'un equip del seu país natal, el MŠK Žilina. El 2004 passa a formar part de la primera plantilla del club. Aquest mateix any queda subcampió del campionat de lliga.
A principis de 2006 es marxa en qualitat de cedit al FC ViOn Zlaté Moravce fins a final de temporada.
Després de la seva cessió torna en juny al MŠK Žilina. Amb aquest equip conquista el títol de Lliga aquesta temporada. En la següent l'equip queda segon en la classificació.
L'11 de febrer de 2008 signa un contracte per tres anys amb el seu actual club, el Zenit de Sant Petersburg rus, que va haver de realitzar un desemborsament econòmic de 3,8 milions d'euros per poder fer-se amb els seus serveis.
Aquest mateix any el Zenit es proclama campió de la Copa de la UEFA després de guanyar per dos gols a zero al Glasgow Rangers en la final.
A l'estiu Hubočan conquista un altre títol amb el seu nou club, la Supercopa d'Europa, on el seu equip es va imposar al Manchester United F.C. per dos gols a un.
Hubočan debuta en la Lliga de Campions el 30 de setembre de 2008 en el partit Zenit de Sant Petersburg 1-2 Reial Madrid. El seu debut no va ser bé, ja que Tomáš Hubočan va marcar en pròpia porta als tres minuts de joc. Aquest gol va ser decisiu en la derrota del seu equip.

## Internacional
Ha estat internacional amb la Selecció de futbol d'Eslovàquia en 4 ocasions. El seu debut com a internacional es va produir el 21 de novembre de 2007 en un partit contra San Marino (5-0).

## Clubs
| Club                     | País       | Any       |
| ------------------------ | ---------- | --------- |
| MŠK Žilina               | Eslovàquia | 2004-2006 |
| FC ViOn Zlaté Moravce    | Eslovàquia | 2006      |
| MŠK Žilina               | Eslovàquia | 2006-2008 |
| FC Zenit Sant Petersburg | Rússia     | 2008-     |

## Títols
- 1 Lliga d'Eslovàquia (MŠK Žilina, 2007)
- 1 Copa de la UEFA (Zenit de Sant Petersburg, 2008)
- 1 Supercopa d'Europa (Zenit de Sant Petersburg, 2008)